# 阿塞拜疆民主党
阿塞拜疆民主党（羅馬化：Ferqa-ye demokrāt-e Āḏarbāyjān）是伊朗阿塞拜疆历史上的一个共产主义政党。1945年9月3日，该党在大不里士成立，创始人是贾法尔·皮舍瓦里。随后，伊朗人民党解散其在伊朗阿塞拜疆的支部，并命令在该地的党员加入阿塞拜疆民主党。1945年11月－1946年12月，该党建立了受苏联支持的阿塞拜疆人民政府。阿塞拜疆人民政府被巴列维王朝的军队消灭后，该党也被取缔。1960年，该党解散。